# Бусьєгас
Бусьєгас (ісп. Buciegas) — муніципалітет в Іспанії, у складі автономної спільноти Кастилія-Ла-Манча, у провінції Куенка. Населення — 54 особи (2010).
Муніципалітет розташований на відстані близько 110 км на схід від Мадрида, 40 км на північний захід від Куенки.

## Демографія
Динаміка населення (INE ):